# Sarcolaenaceae
Sarcolaenaceae — родина квіткових рослин, ендемічних для Мадагаскару. Родина включає 79 видів переважно вічнозелених дерев і кущів у десяти родах.